# Llista de monuments de Manlleu
Llista de monuments de Manlleu inclosos en l'Inventari del Patrimoni Arquitectònic de Catalunya pel municipi de Manlleu (Osona). Inclou els inscrits en el Registre de Béns Culturals d'Interès Nacional (BCIN) amb la classificació de monuments històrics, els Béns Culturals d'Interès Local (BCIL) de caràcter immoble i la resta de béns arquitectònics integrants del patrimoni cultural català.
| Monument                                                                       | Protecció    | Estil/època                               | Localització                                                                          | Coordenades                                          | Codi?         | Imatge |
| ------------------------------------------------------------------------------ | ------------ | ----------------------------------------- | ------------------------------------------------------------------------------------- | ---------------------------------------------------- | ------------- | --- |
| Muralles                                                                       | BCIN 1017-MH | XIII-XVI                                  | Manlleu                                                                               | 42° 00′ 04″ N, 2° 17′ 02″ E / 42.001018°N,2.283977°E | RI-51-0005519 | Muralles (Manlleu) · Vegeu més fotos d'aquest monument · Carregueu una nova foto d'aquest monument                                            |
| Mas Bellfort                                                                   | BCIN 1018-MH | Gòtic tardà, obra popular XVI-XVIII       | Manlleu                                                                               | 42° 00′ 41″ N, 2° 18′ 01″ E / 42.011385°N,2.300192°E | RI-51-0005520 | Carregueu una nova foto d'aquest monument |
| Creixement de la ciutat, els principals carrers                                |              | XIV-XIX                                   | Manlleu C. Torelló, c. Gleva, c. Cavalleria, c. Pont, c. Enric Delaris, c. Sant Martí | 42° 00′ 02″ N, 2° 17′ 05″ E / 42.00069°N,2.28479°E   | IPA-22956     | Creixement de la ciutat (Manlleu) · Vegeu més fotos d'aquest monument · Carregueu una nova foto d'aquest monument                             |
| Blocs d'en Garcia                                                              |              | Darreres tendències XX Mitjan             | Manlleu C. Pintor Guàrdia - c. Mossèn Aulet                                           | 42° 00′ 26″ N, 2° 17′ 00″ E / 42.00723°N,2.28321°E   | IPA-22957     | Blocs d'en Garcia (Manlleu) · Vegeu més fotos d'aquest monument · Carregueu una nova foto d'aquest monument                                   |
| Carrer del Comte                                                               |              | Barroc XVII-XVIII                         | Manlleu C. Comte                                                                      | 42° 00′ 06″ N, 2° 17′ 03″ E / 42.00166°N,2.28422°E   | IPA-22958     | Carrer del Comte (Manlleu) · Vegeu més fotos d'aquest monument · Carregueu una nova foto d'aquest monument                                    |
| Església de Santa Maria                                                        |              | Barroc XVIII                              | Manlleu Pl. de Dalt Vila                                                              | 42° 00′ 04″ N, 2° 17′ 05″ E / 42.00104°N,2.28484°E   | IPA-22959     | Església de Santa Maria (Manlleu) · Vegeu més fotos d'aquest monument · Carregueu una nova foto d'aquest monument                             |
| El Sagrat Cor dels Germans de la Salle                                         |              | XIX-XX                                    | Manlleu C. d'Enric Delaris, 66                                                        | 41° 59′ 52″ N, 2° 16′ 57″ E / 41.99773°N,2.28261°E   | IPA-22962     | El Sagrat Cor dels Germans de la Salle (Manlleu) · Vegeu més fotos d'aquest monument · Carregueu una nova foto d'aquest monument              |
| Casa Mateu                                                                     |              | Modernisme XX                             | Manlleu C. Enric Delaris, 23                                                          | 41° 59′ 58″ N, 2° 16′ 59″ E / 41.99949°N,2.28318°E   | IPA-22964     | Casa Mateu (Manlleu) · Vegeu més fotos d'aquest monument · Carregueu una nova foto d'aquest monument                                          |
| Can Muntal, actualment Can Castells                                            |              | Eclecticisme XIX (1894)                   | Manlleu C. Enric Delaris, 31                                                          | 41° 59′ 57″ N, 2° 16′ 59″ E / 41.9992°N,2.28314°E    | IPA-22965     | Can Muntal (Manlleu) · Vegeu més fotos d'aquest monument · Carregueu una nova foto d'aquest monument                                          |
| Font de la Mare de Déu                                                         |              | Obra popular XVIII                        | Manlleu C. de la Font                                                                 | 42° 00′ 03″ N, 2° 17′ 02″ E / 42.0008°N,2.28402°E    | IPA-22966     | Font de la Mare de Déu (Manlleu) · Vegeu més fotos d'aquest monument · Carregueu una nova foto d'aquest monument                              |
| Plaça de Fra Bernadí                                                           |              | XIX-XX                                    | Manlleu Pl. de Fra Bernadí                                                            | 41° 59′ 59″ N, 2° 17′ 03″ E / 41.99982°N,2.28411°E   | IPA-22968     | Plaça de Fra Bernadí (Manlleu) · Vegeu més fotos d'aquest monument · Carregueu una nova foto d'aquest monument                                |
| Habitatge a la plaça de Fra Bernadí, 10                                        |              | Modernisme XX                             | Manlleu Pl. de Fra Bernadí, 10                                                        | 41° 59′ 58″ N, 2° 17′ 01″ E / 41.99947°N,2.28364°E   | IPA-22974     | Habitatge a la plaça de Fra Bernadí, 10 (Manlleu) · Vegeu més fotos d'aquest monument · Carregueu una nova foto d'aquest monument             |
| Habitatge a la plaça de Fra Bernadí, 1                                         |              | XX                                        | Manlleu Pl. de Fra Bernadí, 1                                                         | 42° 00′ 01″ N, 2° 17′ 02″ E / 42.00041°N,2.28391°E   | IPA-22975     | Habitatge a la plaça de Fra Bernadí, 1 (Manlleu) · Vegeu més fotos d'aquest monument · Carregueu una nova foto d'aquest monument              |
| Habitatge a la plaça de Fra Bernadí, 14                                        |              | Eclecticisme XX                           | Manlleu Pl. de Fra Bernadí, 14                                                        | 41° 59′ 58″ N, 2° 17′ 02″ E / 41.99948°N,2.28393°E   | IPA-22977     | Habitatge a la plaça de Fra Bernadí, 14 (Manlleu) · Vegeu més fotos d'aquest monument · Carregueu una nova foto d'aquest monument             |
| Casa Vilamala                                                                  |              | Noucentisme XX                            | Manlleu Pl. de Fra Bernadí, 31                                                        | 42° 00′ 01″ N, 2° 17′ 05″ E / 42.00027°N,2.2846°E    | IPA-22978     | Casa Vilamala (Manlleu) · Vegeu més fotos d'aquest monument · Carregueu una nova foto d'aquest monument                                       |
| Habitatge a la plaça de Fra Bernadí, 32-33, Caixa d'Estalvis de Manlleu        |              | Noucentisme XX                            | Manlleu Pl. de Fra Bernadí, 32-33                                                     | 42° 00′ 01″ N, 2° 17′ 04″ E / 42.00036°N,2.28442°E   | IPA-22979     | Habitatge a la plaça de Fra Bernadí, 32-33 (Manlleu) · Vegeu més fotos d'aquest monument · Carregueu una nova foto d'aquest monument          |
| Ca la Reina de les Pageses                                                     |              | Barroc XVII-XVIII                         | Manlleu Pl. Grau, 7                                                                   | 42° 00′ 07″ N, 2° 17′ 06″ E / 42.00207°N,2.28491°E   | IPA-22981     | Ca la Reina de les Pageses (Manlleu) · Vegeu més fotos d'aquest monument · Carregueu una nova foto d'aquest monument                          |
| Casa Andreu i Font                                                             |              | Eclecticisme XIX                          | Manlleu C. del Pont, 6                                                                | 42° 00′ 02″ N, 2° 17′ 06″ E / 42.00044°N,2.28498°E   | IPA-22983     | Casa Andreu i Font (Manlleu) · Vegeu més fotos d'aquest monument · Carregueu una nova foto d'aquest monument                                  |
| Centre Catòlic                                                                 |              | Eclecticisme XIX                          | Manlleu C. del Pont, 9                                                                | 42° 00′ 01″ N, 2° 17′ 07″ E / 42.00023°N,2.28517°E   | IPA-22984     | Centre Catòlic (Manlleu) · Vegeu més fotos d'aquest monument · Carregueu una nova foto d'aquest monument                                      |
| Casa Dot                                                                       |              | Noucentisme XX                            | Manlleu C. del Pont, 29                                                               | 41° 59′ 58″ N, 2° 17′ 07″ E / 41.99945°N,2.28533°E   | IPA-22986     | Casa Dot (Manlleu) · Vegeu més fotos d'aquest monument · Carregueu una nova foto d'aquest monument                                            |
| Casa Almeda                                                                    |              | Eclecticisme XX                           | Manlleu C. del Pont, 33                                                               | 41° 59′ 58″ N, 2° 17′ 07″ E / 41.99933°N,2.28536°E   | IPA-22988     | Casa Almeda (Manlleu) · Vegeu més fotos d'aquest monument · Carregueu una nova foto d'aquest monument                                         |
| Casa Garcia                                                                    |              | Eclecticisme XX                           | Manlleu C. del Pont, 36                                                               | 41° 59′ 57″ N, 2° 17′ 07″ E / 41.99909°N,2.28532°E   | IPA-22989     | Casa Garcia (Manlleu) · Vegeu més fotos d'aquest monument · Carregueu una nova foto d'aquest monument                                         |
| Casa Valls, habitatges obrers                                                  |              | Modernisme XX                             | Manlleu C. del Pont, 73                                                               | 41° 59′ 53″ N, 2° 17′ 09″ E / 41.99814°N,2.2857°E    | IPA-22990     | Casa Valls (Manlleu) · Vegeu més fotos d'aquest monument · Carregueu una nova foto d'aquest monument                                          |
| Pont de Manlleu, o Pont de Can Molas                                           |              | Gòtic XV-XVII, XX                         | Manlleu Baix Vila                                                                     | 41° 59′ 49″ N, 2° 17′ 10″ E / 41.99695°N,2.286°E     | IPA-22991     | Pont de Can Molas · Vegeu més fotos d'aquest monument · Carregueu una nova foto d'aquest monument                                             |
| Casa Gras                                                                      |              | Eclecticisme XX                           | Manlleu Pl. de la Quintana, 2                                                         | 42° 00′ 05″ N, 2° 17′ 03″ E / 42.00141°N,2.28423°E   | IPA-22992     | Casa Gras (Manlleu) · Vegeu més fotos d'aquest monument · Carregueu una nova foto d'aquest monument                                           |
| Can Puget                                                                      | BCIL 2006    | Neoclassicisme-romàntic XIX               | Manlleu Pl. Dalt de la Vila, 3 - c. Alta Cortada, 1                                   | 42° 00′ 04″ N, 2° 17′ 01″ E / 42.0011°N,2.28365°E    | IPA-22993     | Can Puget (Manlleu) · Vegeu més fotos d'aquest monument · Carregueu una nova foto d'aquest monument                                           |
| Cal Sastre                                                                     |              | Modernisme XVIII-XX                       | Manlleu Pl. de Dalt Vila, 8                                                           | 42° 00′ 05″ N, 2° 17′ 02″ E / 42.00125°N,2.28383°E   | IPA-22994     | Cal Sastre (Manlleu) · Vegeu més fotos d'aquest monument · Carregueu una nova foto d'aquest monument                                          |
| Casa Vilaseca, Casa Goula, Can Serva                                           |              | Noucentisme XVII-XVIII, XX Inici          | Manlleu C. de Sant Domènec, 9                                                         | 41° 59′ 55″ N, 2° 17′ 05″ E / 41.99873°N,2.28465°E   | IPA-22995     | Casa Vilaseca (Manlleu) · Vegeu més fotos d'aquest monument · Carregueu una nova foto d'aquest monument                                       |
| Casa Sardà                                                                     |              | Eclecticisme XIX (1885)                   | Manlleu C. Santiago Rusiñol, 2 - c. Vendrell                                          | 41° 59′ 58″ N, 2° 16′ 50″ E / 41.99942°N,2.28056°E   | IPA-22996     | Casa Sardà (Manlleu) · Vegeu més fotos d'aquest monument · Carregueu una nova foto d'aquest monument                                          |
| Casa del carrer Santiago Rusiñol, 39                                           |              | XX                                        | Manlleu C. Santiago Rusiñol, 39                                                       | 41° 59′ 58″ N, 2° 16′ 38″ E / 41.99951°N,2.27722°E   | IPA-22998     | Casa del carrer Santiago Rusiñol, 39 (Manlleu) · Vegeu més fotos d'aquest monument · Carregueu una nova foto d'aquest monument                |
| Casa del carrer Santiago Rusiñol, 41                                           |              | Modernisme XX                             | Manlleu C. Santiago Rusiñol, 41                                                       | 41° 59′ 58″ N, 2° 16′ 38″ E / 41.99951°N,2.2771°E    | IPA-22999     | Casa del carrer Santiago Rusiñol, 41 (Manlleu) · Vegeu més fotos d'aquest monument · Carregueu una nova foto d'aquest monument                |
| Casa del carrer Fedanci, 4                                                     |              | Noucentisme XX                            | Manlleu C. Fedanci, 4                                                                 | 41° 59′ 58″ N, 2° 17′ 00″ E / 41.99941°N,2.28329°E   | IPA-23000     | Casa del carrer Fedanci, 4 (Manlleu) · Vegeu més fotos d'aquest monument · Carregueu una nova foto d'aquest monument                          |
| Can Roqué                                                                      |              | Eclecticisme XIX, XX                      | Manlleu C. Sant Jaume, 7 - c. Sant Antoni                                             | 41° 59′ 57″ N, 2° 16′ 56″ E / 41.9993°N,2.28219°E    | IPA-23001     | Can Roqué (Manlleu) · Vegeu més fotos d'aquest monument · Carregueu una nova foto d'aquest monument                                           |
| Can Grivé                                                                      |              | Eclecticisme XIX (1894)                   | Manlleu C. Sant Jaume, 9                                                              | 41° 59′ 57″ N, 2° 16′ 55″ E / 41.9993°N,2.28205°E    | IPA-23002     | Can Grivé (Manlleu) · Vegeu més fotos d'aquest monument · Carregueu una nova foto d'aquest monument                                           |
| Casa Gorchs                                                                    |              | Eclecticisme Josep Illa XIX (1895)        | Manlleu C. Fedanci, 12                                                                | 41° 59′ 58″ N, 2° 17′ 01″ E / 41.99947°N,2.28353°E   | IPA-23003     | Casa Gorchs (Manlleu) · Vegeu més fotos d'aquest monument · Carregueu una nova foto d'aquest monument                                         |
| Casa Curós Vilardell                                                           |              | Noucentisme XX                            | Manlleu Pg. Sant Joan, 54                                                             | 42° 00′ 01″ N, 2° 17′ 10″ E / 42.00033°N,2.28602°E   | IPA-23004     | Casa Curós Vilardell (Manlleu) · Vegeu més fotos d'aquest monument · Carregueu una nova foto d'aquest monument                                |
| Canal de Manlleu, Canal Industrial del Ter                                     | BCIL 2007    | Obra popular XIX                          | Manlleu Pg. del Ter                                                                   | 41° 59′ 54″ N, 2° 16′ 42″ E / 41.99833°N,2.27829°E   | IPA-23005     | Canal de Manlleu · Vegeu més fotos d'aquest monument · Carregueu una nova foto d'aquest monument                                              |
| El Dolcet o el Dulcet, Fàbrica Espanella o Fàbrica Comas                       | BCIL         | Obra popular XIX (1862)                   | Manlleu Pg. del Ter                                                                   | 41° 59′ 50″ N, 2° 15′ 56″ E / 41.997234°N,2.265561°E | IPA-23006     | El Dolcet (Manlleu) · Vegeu més fotos d'aquest monument · Carregueu una nova foto d'aquest monument                                           |
| Can Llanes, Fàbrica de riu Can Llanas                                          |              | XIX-XX                                    | Manlleu Pg. del Ter                                                                   | 41° 59′ 55″ N, 2° 17′ 40″ E / 41.99863°N,2.29437°E   | IPA-23007     | Can Llanes (Manlleu) · Vegeu més fotos d'aquest monument · Carregueu una nova foto d'aquest monument                                          |
| Museu del Ter, antiga fàbrica Can Sanglas                                      | BCIL 2006    | Obra popular XIX (1841)                   | Manlleu Pg. del Ter                                                                   | 41° 59′ 57″ N, 2° 17′ 24″ E / 41.99919°N,2.28993°E   | IPA-23008     | Museu del Ter (Manlleu) · Vegeu més fotos d'aquest monument · Carregueu una nova foto d'aquest monument                                       |
| Habitatge al carrer Torelló, 2                                                 |              | Obra popular XVIII                        | Manlleu C. Torelló, 2                                                                 | 42° 00′ 08″ N, 2° 17′ 06″ E / 42.00225°N,2.28509°E   | IPA-23009     | Habitatge al carrer Torelló, 2 (Manlleu) · Vegeu més fotos d'aquest monument · Carregueu una nova foto d'aquest monument                      |
| Vista Alegre                                                                   |              | Modernisme XX                             | Manlleu Via Ausetània                                                                 | 41° 59′ 42″ N, 2° 16′ 58″ E / 41.99506°N,2.28268°E   | IPA-23010     | Vista Alegre (Manlleu) · Vegeu més fotos d'aquest monument · Carregueu una nova foto d'aquest monument                                        |
| La Cavalleria                                                                  |              | Obra popular XVII                         | Manlleu Ctra. Masies de Roda - Manlleu                                                | 41° 59′ 59″ N, 2° 17′ 51″ E / 41.99977°N,2.2975°E    | IPA-23014     | La Cavalleria (Manlleu) · Vegeu més fotos d'aquest monument · Carregueu una nova foto d'aquest monument                                       |
| Niubó                                                                          |              | Obra popular XVII-XVIII, XX               | Manlleu Ctra. BV-5222 Roda-Manlleu                                                    | 42° 01′ 29″ N, 2° 17′ 31″ E / 42.02478°N,2.29199°E   | IPA-23015     | Carregueu una nova foto d'aquest monument |
| Torrents                                                                       |              | Obra popular XVI                          | Manlleu Ctra. BV-5222 Roda-Manlleu, a 2 km del trencall                               | 42° 01′ 27″ N, 2° 18′ 05″ E / 42.02415°N,2.30144°E   | IPA-23016     | Carregueu una nova foto d'aquest monument |
| El Verdaguer                                                                   |              | Obra popular XVII-XX                      | Manlleu Ctra. BV-5222 Roda-Manlleu, km 1                                              | 42° 00′ 28″ N, 2° 17′ 40″ E / 42.00773°N,2.29434°E   | IPA-23017     | Carregueu una nova foto d'aquest monument |
| Santuari de Puig-agut o de la Mare Déu de Lurdes Puig Agut                     |              | Historicisme XIX                          | Manlleu Ctra. BV-5224                                                                 | 42° 01′ 46″ N, 2° 17′ 37″ E / 42.02955°N,2.29359°E   | IPA-23018     | Santuari de Puig-agut (Manlleu) · Vegeu més fotos d'aquest monument · Carregueu una nova foto d'aquest monument                               |
| Madiroles                                                                      |              | Obra popular XIX                          | Manlleu Ctra. BV-5224                                                                 | 42° 01′ 54″ N, 2° 17′ 07″ E / 42.0317°N,2.28516°E    | IPA-23020     | Carregueu una nova foto d'aquest monument |
| Sant Jaume Vell                                                                |              | Obra popular XVI                          | Manlleu Ctra. BV-5224                                                                 | 42° 01′ 28″ N, 2° 16′ 54″ E / 42.02445°N,2.28156°E   | IPA-23022     | Carregueu una nova foto d'aquest monument |
| Capella de Sant Jaume de Vilamontà                                             |              | Eclecticisme XIX                          | Manlleu Ctra. BV-5224, km 2                                                           | 42° 01′ 09″ N, 2° 16′ 47″ E / 42.01926°N,2.27983°E   | IPA-23023     | Capella de Sant Jaume de Vilamontà (Manlleu) · Vegeu més fotos d'aquest monument · Carregueu una nova foto d'aquest monument                  |
| Capella de Sant Julià de Vilamirosa                                            |              | Romànic, barroc XI, XVII                  | Manlleu Sant Julià de Vilamirosa                                                      | 41° 59′ 30″ N, 2° 16′ 37″ E / 41.99161°N,2.27692°E   | IPA-23024     | Capella de Sant Julià de Vilamirosa (Manlleu) · Vegeu més fotos d'aquest monument · Carregueu una nova foto d'aquest monument                 |
| Camporat                                                                       |              | Obra popular XVI-XVII, XVIII              | Manlleu Ctra. BV-5224                                                                 | 42° 00′ 47″ N, 2° 16′ 38″ E / 42.01298°N,2.27735°E   | IPA-23025     | Carregueu una nova foto d'aquest monument |
| El Corcó                                                                       |              | Obra popular XVI-XVII, XVIII              | Manlleu Vila-setrú                                                                    | 42° 00′ 36″ N, 2° 16′ 22″ E / 42.00992°N,2.27279°E   | IPA-23026     | Carregueu una nova foto d'aquest monument |
| Vilasetrú, el Poquí                                                            |              | Barroc XIX                                | Manlleu Vila-setrú                                                                    | 42° 00′ 26″ N, 2° 16′ 11″ E / 42.00733°N,2.26976°E   | IPA-23027     | Vilasetrú (Manlleu) · Vegeu més fotos d'aquest monument · Carregueu una nova foto d'aquest monument                                           |
| Capella de Sant Esteve de Vila-setrú                                           |              | Romànic, barroc, eclecticisme XI-XVII, XX | Manlleu Vila-setrú                                                                    | 42° 00′ 25″ N, 2° 16′ 13″ E / 42.00704°N,2.27027°E   | IPA-23028     | Capella de Sant Esteve de Vila-setrú (Manlleu) · Vegeu més fotos d'aquest monument · Carregueu una nova foto d'aquest monument                |
| La Rierola                                                                     |              | Obra popular XIX                          | Manlleu Vila-setrú                                                                    | 41° 59′ 18″ N, 2° 16′ 38″ E / 41.9883°N,2.2772°E     | IPA-23029     | La Rierola (Manlleu) · Vegeu més fotos d'aquest monument · Carregueu una nova foto d'aquest monument                                          |
| Fugurull                                                                       |              | Obra popular, barroc XVIII-XIX, XX        | Manlleu Vila-setrú                                                                    | 41° 59′ 29″ N, 2° 16′ 36″ E / 41.99138°N,2.27653°E   | IPA-23030     | Fugurull (Manlleu) · Vegeu més fotos d'aquest monument · Carregueu una nova foto d'aquest monument                                            |
| Ca l'Escolà, Fàbrica Casacuberta                                               |              | Eclecticisme XIX-XX                       | Manlleu Prop del Pont de la Gleva                                                     | 42° 00′ 14″ N, 2° 14′ 42″ E / 42.00388°N,2.24497°E   | IPA-23061     | Carregueu una nova foto d'aquest monument |
| Església de les Germanes Carmelites de l'Ensenyança                            |              | Eclecticisme XX                           | Manlleu C. Sant Domènec, 24                                                           | 41° 59′ 56″ N, 2° 17′ 01″ E / 41.99875°N,2.28373°E   | IPA-30907     | Església de les Germanes Carmelites de l'Ensenyança (Manlleu) · Vegeu més fotos d'aquest monument · Carregueu una nova foto d'aquest monument |
| El Coro                                                                        | BCIL 2006    | XIX Final                                 | Manlleu Pg. Sant Joan, 50-52 - c. Torrent Magí                                        | 42° 00′ 01″ N, 2° 17′ 11″ E / 42.00027°N,2.28635°E   | IPA-34485     | El Coro (Manlleu) · Vegeu més fotos d'aquest monument · Carregueu una nova foto d'aquest monument                                             |
| Cau Faluga, Casal Rusiñol                                                      | BCIL 2007    | Modernisme XIX Final                      | Manlleu Colònia Rusiñol                                                               | 41° 59′ 45″ N, 2° 15′ 28″ E / 41.99575°N,2.25765°E   | IPA-38297     | Cau Faluga (Manlleu) · Vegeu més fotos d'aquest monument · Carregueu una nova foto d'aquest monument                                          |
| Capella de Sant Sebastià                                                       |              | Obra popular                              | Manlleu Colònia Rusiñol                                                               | 41° 59′ 45″ N, 2° 15′ 32″ E / 41.9957°N,2.25893°E    | IPA-38918     | Carregueu una nova foto d'aquest monument |
| Nostra Senyora de Gràcia                                                       |              | Eclecticisme                              | Manlleu Barri de Gràcia                                                               | 42° 00′ 05″ N, 2° 16′ 26″ E / 42.00127°N,2.27378°E   | IPA-38917     | Nostra Senyora de Gràcia (Manlleu) · Vegeu més fotos d'aquest monument · Carregueu una nova foto d'aquest monument                            |
| Fornícules i imatges religioses                                                |              |                                           | Manlleu Nucli antic                                                                   | 42° 00′ 05″ N, 2° 17′ 04″ E / 42.00128°N,2.28441°E   | IPA-38919     | Fornícules i imatges religioses (Manlleu) · Vegeu més fotos d'aquest monument · Carregueu una nova foto d'aquest monument                     |
| Molí de Miarons, Molí de Dalt                                                  |              | Obra popular XVII                         | Manlleu Pg. del Ter                                                                   | 41° 59′ 54″ N, 2° 16′ 43″ E / 41.9982°N,2.27851°E    | IPA-38920     | Molí de Miarons (Manlleu) · Vegeu més fotos d'aquest monument · Carregueu una nova foto d'aquest monument                                     |
| Molí de Can Muntada, Cal Blau                                                  |              | Obra popular XIX Mitjan                   | Manlleu c. Font d'en Molas                                                            | 41° 59′ 53″ N, 2° 17′ 10″ E / 41.99801°N,2.28601°E   | IPA-38921     | Molí de Can Muntada (Manlleu) · Vegeu més fotos d'aquest monument · Carregueu una nova foto d'aquest monument                                 |
| Rentants de Baix                                                               |              | Obra popular XX Mitjan                    | Manlleu Vora el canal al final del pg. de Sant Joan                                   | 41° 59′ 52″ N, 2° 17′ 13″ E / 41.99765°N,2.28683°E   | IPA-38922     | Rentants de Baix (Manlleu) · Vegeu més fotos d'aquest monument · Carregueu una nova foto d'aquest monument                                    |
| Pont del Tren                                                                  |              | Obra popular Gustave Eiffel               | Manlleu                                                                               | 41° 59′ 47″ N, 2° 16′ 13″ E / 41.99633°N,2.27034°E   | IPA-38923     | Pont del Tren (Manlleu) · Vegeu més fotos d'aquest monument · Carregueu una nova foto d'aquest monument                                       |
| Pont de la Gleva                                                               |              | Obra popular                              | Manlleu i Sant Hipòlit de Voltregà Ctra. BV-4608                                      | 42° 00′ 09″ N, 2° 14′ 37″ E / 42.00255°N,2.24355°E   | IPA-38924     | Pont de la Gleva (Manlleu i Sant Hipòlit de Voltregà) · Modifica el valor a Wikidata · Carregueu una nova foto d'aquest monument              |
| Edifici de l'Estació                                                           |              | Obra popular XX                           | Manlleu Pg. de l'Estació                                                              | 41° 59′ 59″ N, 2° 16′ 09″ E / 41.99982°N,2.26926°E   | IPA-38925     | Edifici de l'Estació (Manlleu) · Vegeu més fotos d'aquest monument · Carregueu una nova foto d'aquest monument                                |
| Edifici de l'estació transformadora del ferrocarril                            |              | Obra popular XX                           | Manlleu                                                                               | 42° 00′ 05″ N, 2° 16′ 08″ E / 42.00138°N,2.26893°E   | IPA-38926     | Edifici de l'estació transformadora del ferrocarril (Manlleu) · Vegeu més fotos d'aquest monument · Carregueu una nova foto d'aquest monument |
| Can Buxó, Fundició Ductil Benito, Fàbrica Fugurull, o Fàbrica de l'Altra Banda |              | Obra popular                              | Manlleu Via Ausetània, 11                                                             | 41° 59′ 41″ N, 2° 17′ 02″ E / 41.99463°N,2.28387°E   | IPA-38928     | Can Buxó (Manlleu) · Vegeu més fotos d'aquest monument · Carregueu una nova foto d'aquest monument                                            |
| Colònia Rusiñol, Can Ramisa                                                    | BCIL         | Obra popular XIX Mitjan                   | Manlleu Ctra. BV-4608                                                                 | 41° 59′ 44″ N, 2° 15′ 30″ E / 41.99557°N,2.25833°E   | IPA-38929     | Colònia Rusiñol (Manlleu) · Carregueu una nova foto d'aquest monument                                                                         |
| Xemeneia i turbines de Ca l'Estapé                                             |              | Obra popular                              | Manlleu Pg. del Ter                                                                   | 41° 59′ 55″ N, 2° 17′ 18″ E / 41.99863°N,2.28835°E   | IPA-38931     | Xemeneia i turbines de Ca l'Estapé (Manlleu) · Vegeu més fotos d'aquest monument · Carregueu una nova foto d'aquest monument                  |
| Plaça de Gràcia                                                                |              | XX (1944)                                 | Manlleu Pl. Gràcia                                                                    | 42° 00′ 04″ N, 2° 16′ 23″ E / 42.00111°N,2.27294°E   | IPA-38932     | Plaça de Gràcia (Manlleu) · Vegeu més fotos d'aquest monument · Carregueu una nova foto d'aquest monument                                     |
| Casalot de Can Puget                                                           |              | Obra popular XIX Final                    | Manlleu C. de la Font, 14                                                             | 42° 00′ 03″ N, 2° 16′ 59″ E / 42.000835°N,2.283015°E | IPA-38933     | Casalot de Can Puget (Manlleu) · Vegeu més fotos d'aquest monument · Carregueu una nova foto d'aquest monument                                |
| Casa Vilaró                                                                    |              | Obra popular XX (1908)                    | Manlleu Pl. de Crist Rei, 1                                                           | 42° 00′ 04″ N, 2° 17′ 04″ E / 42.001°N,2.28431°E     | IPA-38934     | Casa Vilaró (Manlleu) · Vegeu més fotos d'aquest monument · Carregueu una nova foto d'aquest monument                                         |
| Can Senties                                                                    |              | Obra popular                              | Manlleu C. Enric Delaris, 20                                                          | 41° 59′ 59″ N, 2° 16′ 59″ E / 41.99984°N,2.283°E     | IPA-38936     | Can Senties (Manlleu) · Vegeu més fotos d'aquest monument · Carregueu una nova foto d'aquest monument                                         |
| Can Molas                                                                      |              | Obra popular XIX (1888)                   | Manlleu Via Ausetània, 2                                                              | 41° 59′ 47″ N, 2° 17′ 09″ E / 41.99649°N,2.28595°E   | IPA-38937     | Can Molas (Manlleu) · Vegeu més fotos d'aquest monument · Carregueu una nova foto d'aquest monument                                           |
| Can Rifà                                                                       |              | Obra popular XIX Final                    | Manlleu C. Enric Delaris, 52                                                          | 41° 59′ 55″ N, 2° 16′ 58″ E / 41.99864°N,2.28291°E   | IPA-38938     | Can Rifà (Manlleu) · Vegeu més fotos d'aquest monument · Carregueu una nova foto d'aquest monument                                            |
| Can Grau                                                                       |              | Obra popular XX Inici                     | Manlleu C. de Sant Domènec, 15-17                                                     | 41° 59′ 55″ N, 2° 17′ 03″ E / 41.99867°N,2.28408°E   | IPA-38939     | Can Grau (Manlleu) · Vegeu més fotos d'aquest monument · Carregueu una nova foto d'aquest monument                                            |
| Can Casacuberta                                                                |              | Obra popular XIX Final                    | Manlleu C. de Sant Domènec, 11                                                        | 41° 59′ 55″ N, 2° 17′ 04″ E / 41.99862°N,2.28448°E   | IPA-38940     | Can Casacuberta (Manlleu) · Vegeu més fotos d'aquest monument · Carregueu una nova foto d'aquest monument                                     |
| Can Sanglàs                                                                    |              | Obra popular XX Mitjan                    | Manlleu C. Sant Domènec, 7                                                            | 41° 59′ 55″ N, 2° 17′ 06″ E / 41.99867°N,2.28488°E   | IPA-38941     | Can Sanglàs (Manlleu) · Vegeu més fotos d'aquest monument · Carregueu una nova foto d'aquest monument                                         |
| Casa Barroca                                                                   |              | Obra popular XVIII                        | Manlleu C. Sant Domènec, 10                                                           | 41° 59′ 56″ N, 2° 17′ 05″ E / 41.99884°N,2.28474°E   | IPA-38942     | Casa Barroca (Manlleu) · Vegeu més fotos d'aquest monument · Carregueu una nova foto d'aquest monument                                        |
| Ca l'Esteve                                                                    |              | Obra popular                              | Manlleu C. del Pont, 40                                                               | 41° 59′ 56″ N, 2° 17′ 07″ E / 41.99893°N,2.28537°E   | IPA-38943     | Ca l'Esteve (Manlleu) · Vegeu més fotos d'aquest monument · Carregueu una nova foto d'aquest monument                                         |
| Habitatge al carrer del Pont, 38                                               |              | Obra popular                              | Manlleu C. del Pont, 38                                                               | 41° 59′ 56″ N, 2° 17′ 07″ E / 41.99901°N,2.28534°E   | IPA-38944     | Habitatge al carrer del Pont, 38 (Manlleu) · Vegeu més fotos d'aquest monument · Carregueu una nova foto d'aquest monument                    |
| Habitatge al carrer del Pont, 39-41                                            |              | Obra popular                              | Manlleu C. del Pont, 39-41                                                            | 41° 59′ 57″ N, 2° 17′ 08″ E / 41.99907°N,2.28544°E   | IPA-38945     | Habitatge al carrer del Pont, 39-41 (Manlleu) · Vegeu més fotos d'aquest monument · Carregueu una nova foto d'aquest monument                 |
| Habitatge al carrer del Pont, 35                                               |              | Obra popular                              | Manlleu C. del Pont, 35                                                               | 41° 59′ 57″ N, 2° 17′ 07″ E / 41.99924°N,2.2854°E    | IPA-38946     | Habitatge al carrer del Pont, 35 (Manlleu) · Vegeu més fotos d'aquest monument · Carregueu una nova foto d'aquest monument                    |
| Habitatge al carrer del Pont, 32                                               |              | Obra popular                              | Manlleu C. del Pont, 32 (enderrocat)                                                  | 41° 59′ 58″ N, 2° 17′ 07″ E / 41.99934°N,2.28526°E   | IPA-38947     | Habitatge al carrer del Pont, 32 (Manlleu) · Vegeu més fotos d'aquest monument · Carregueu una nova foto d'aquest monument                    |
| Habitatge al carrer del Pont, 27                                               |              | Obra popular                              | Manlleu C. del Pont, 27                                                               | 41° 59′ 58″ N, 2° 17′ 07″ E / 41.99954°N,2.28532°E   | IPA-38948     | Habitatge al carrer del Pont, 27 (Manlleu) · Vegeu més fotos d'aquest monument · Carregueu una nova foto d'aquest monument                    |
| Can Muntada                                                                    |              | Obra popular                              | Manlleu C. del Pont, 77                                                               | 41° 59′ 52″ N, 2° 17′ 09″ E / 41.99783°N,2.28584°E   | IPA-38949     | Can Muntada (Manlleu) · Vegeu més fotos d'aquest monument · Carregueu una nova foto d'aquest monument                                         |
| Ca l'Areñas                                                                    |              | Eclecticisme                              | Manlleu Pg. de Sant Joan, 1                                                           | 41° 59′ 52″ N, 2° 17′ 11″ E / 41.9978°N,2.28635°E    | IPA-38950     | Ca l'Areñas (Manlleu) · Vegeu més fotos d'aquest monument · Carregueu una nova foto d'aquest monument                                         |
| Can Nasi Paleta                                                                |              | Obra popular XX Mitjan                    | Manlleu C. de la Cavalleria, 13                                                       | 42° 00′ 03″ N, 2° 17′ 12″ E / 42.00094°N,2.28653°E   | IPA-38951     | Can Nasi Paleta (Manlleu) · Vegeu més fotos d'aquest monument · Carregueu una nova foto d'aquest monument                                     |
| Habitatge a la plaça de Fra Bernadí, 23                                        |              | XX                                        | Manlleu Pl. de Fra Bernadí, 23                                                        | 41° 59′ 59″ N, 2° 17′ 05″ E / 41.99963°N,2.28469°E   | IPA-38961     | Habitatge a la plaça de Fra Bernadí, 23 (Manlleu) · Vegeu més fotos d'aquest monument · Carregueu una nova foto d'aquest monument             |
| Can Portus                                                                     |              | Obra popular XX                           | Manlleu C. Sant Jaume, 12                                                             | 41° 59′ 58″ N, 2° 16′ 57″ E / 41.99949°N,2.28238°E   | IPA-38964     | Can Portus (Manlleu) · Vegeu més fotos d'aquest monument · Carregueu una nova foto d'aquest monument                                          |
| Casa Quintana                                                                  |              | XX (1905)                                 | Manlleu C. Santiago Rusiñol, 16-18                                                    | 41° 59′ 58″ N, 2° 16′ 47″ E / 41.99949°N,2.27972°E   | IPA-38966     | Casa Quintana (Manlleu) · Vegeu més fotos d'aquest monument · Carregueu una nova foto d'aquest monument                                       |
| Habitatge al carrer Santiago Rusiñol, 24                                       |              | Obra popular XX                           | Manlleu C. Santiago Rusiñol, 24                                                       | 41° 59′ 58″ N, 2° 16′ 45″ E / 41.99956°N,2.27917°E   | IPA-38968     | Habitatge al carrer Santiago Rusiñol, 24 (Manlleu) · Vegeu més fotos d'aquest monument · Carregueu una nova foto d'aquest monument            |
| Escola bressol municipal Colors                                                |              | Darreres tendències XX (2004)             | Manlleu C. del Ter, 52-54                                                             | 42° 00′ 15″ N, 2° 16′ 55″ E / 42.00417°N,2.28205°E   | IPA-38969     | Escola bressol municipal Colors (Manlleu) · Vegeu més fotos d'aquest monument · Carregueu una nova foto d'aquest monument                     |
| Entrada a la seu del Foment Mercantil                                          |              | Obra popular                              | Manlleu C. Sant Jaume, 6                                                              | 41° 59′ 58″ N, 2° 16′ 57″ E / 41.99945°N,2.28259°E   | IPA-38972     | Entrada a la seu del Foment Mercantil (Manlleu) · Vegeu més fotos d'aquest monument · Carregueu una nova foto d'aquest monument               |
| Casa Palau Surroca                                                             |              |                                           | Manlleu Pl. de Crist Rei, 5                                                           | 42° 00′ 05″ N, 2° 17′ 04″ E / 42.00127°N,2.28446°E   | IPA-38973     | Casa Palau Surroca (Manlleu) · Vegeu més fotos d'aquest monument · Carregueu una nova foto d'aquest monument                                  |
| Habitatge al carrer Tras lo Mur, 26                                            |              | Obra popular                              | Manlleu C. Tras lo Mur, 26                                                            | 42° 00′ 07″ N, 2° 17′ 04″ E / 42.00192°N,2.28442°E   | IPA-38976     | Habitatge al carrer Tras lo Mur (Manlleu) · Vegeu més fotos d'aquest monument · Carregueu una nova foto d'aquest monument                     |
| Cooperativa de Pa i Queviures                                                  |              | Noucentisme XX (1911)                     | Manlleu Pl. de Fra Bernadí, 5                                                         | 42° 00′ 00″ N, 2° 17′ 01″ E / 42.00005°N,2.28362°E   | IPA-38979     | Cooperativa de Pa i Queviures (Manlleu) · Vegeu més fotos d'aquest monument · Carregueu una nova foto d'aquest monument                       |
| Fonda Magí                                                                     |              | Modernisme XX (1924)                      | Manlleu C. del Pont, 49                                                               | 41° 59′ 56″ N, 2° 17′ 08″ E / 41.99876°N,2.28553°E   | IPA-38980     | Fonda Magí (Manlleu) · Vegeu més fotos d'aquest monument · Carregueu una nova foto d'aquest monument                                          |
| Habitatge al carrer del Pont, 4                                                |              | Obra popular                              | Manlleu C. del Pont, 4                                                                | 42° 00′ 02″ N, 2° 17′ 06″ E / 42.00052°N,2.28496°E   | IPA-38990     | Habitatge al carrer del Pont, 4 (Manlleu) · Vegeu més fotos d'aquest monument · Carregueu una nova foto d'aquest monument                     |
| Annex Can Puget                                                                |              | Obra popular                              | Manlleu C. Alta Cortada, 2                                                            | 42° 00′ 05″ N, 2° 17′ 00″ E / 42.00126°N,2.28336°E   | IPA-38991     | Annex Can Puget (Manlleu) · Vegeu més fotos d'aquest monument · Carregueu una nova foto d'aquest monument                                     |
| Can Jaumira                                                                    |              | Obra popular                              | Manlleu C. del Pont, 50                                                               | 41° 59′ 54″ N, 2° 17′ 08″ E / 41.99834°N,2.2855°E    | IPA-38992     | Can Jaumira (Manlleu) · Vegeu més fotos d'aquest monument · Carregueu una nova foto d'aquest monument                                         |
| Habitatge al carrer de Sant Domènec, 23                                        |              | Obra popular                              | Manlleu C. Sant Domènec, 23                                                           | 41° 59′ 55″ N, 2° 17′ 01″ E / 41.99865°N,2.28363°E   | IPA-38993     | Habitatge al carrer de Sant Domènec, 23 (Manlleu) · Vegeu més fotos d'aquest monument · Carregueu una nova foto d'aquest monument             |
| Ca l'Oliveras, restes de parets i la Torre Almeda                              |              | Obra popular XIX Final                    | Manlleu C. d'Alta Cortada, 23                                                         | 42° 00′ 03″ N, 2° 16′ 54″ E / 42.00093°N,2.28171°E   | IPA-39001     | Ca l'Oliveras (Manlleu) · Vegeu més fotos d'aquest monument · Carregueu una nova foto d'aquest monument                                       |
| Ca l'Arqués                                                                    |              | Eclecticisme Lluís Coll XIX (1898)        | Manlleu C. de Sant Domènec, 25                                                        | 41° 59′ 55″ N, 2° 17′ 01″ E / 41.99864°N,2.28352°E   | IPA-39002     | Ca l'Arqués (Manlleu) · Vegeu més fotos d'aquest monument · Carregueu una nova foto d'aquest monument                                         |
| Caixa Manlleu                                                                  |              |                                           | Manlleu Pl. Sant Bernadí, 24 - c. Sant Jordi                                          | 41° 59′ 59″ N, 2° 17′ 05″ E / 41.99983°N,2.2846°E    | IPA-39003     | Caixa Manlleu (Manlleu) · Vegeu més fotos d'aquest monument · Carregueu una nova foto d'aquest monument                                       |
| Habitatge al carrer de la Passió, 4                                            |              | Obra popular                              | Manlleu C. de la Passió, 4                                                            | 42° 00′ 00″ N, 2° 17′ 11″ E / 41.99991°N,2.28626°E   | IPA-39004     | Habitatge al carrer de la Passió, 4 (Manlleu) · Vegeu més fotos d'aquest monument · Carregueu una nova foto d'aquest monument                 |
| Cal Batlle                                                                     |              | Obra popular                              | Manlleu                                                                               | 42° 00′ 42″ N, 2° 16′ 51″ E / 42.01158°N,2.28085°E   | IPA-39005     | Cal Batlle (Manlleu) · Vegeu més fotos d'aquest monument · Carregueu una nova foto d'aquest monument                                          |
| La Comella                                                                     |              | Obra popular                              | Manlleu                                                                               | 41° 59′ 56″ N, 2° 15′ 50″ E / 41.99882°N,2.26396°E   | IPA-39006     | Carregueu una nova foto d'aquest monument |
| El Dulcet                                                                      |              | Obra popular XVI                          | Manlleu                                                                               | 41° 59′ 51″ N, 2° 16′ 08″ E / 41.997576°N,2.268982°E | IPA-39007     | El Dulcet (Manlleu) · Vegeu més fotos d'aquest monument · Carregueu una nova foto d'aquest monument                                           |
| Mas Roca                                                                       |              | Obra popular XX Inici                     | Manlleu Pg. de Sant Joan, 182                                                         | 42° 00′ 21″ N, 2° 16′ 56″ E / 42.00584°N,2.28236°E   | IPA-39008     | Mas Roca (Manlleu) · Vegeu més fotos d'aquest monument · Carregueu una nova foto d'aquest monument                                            |
| El Benet                                                                       |              | Obra popular                              | Manlleu                                                                               | 42° 00′ 14″ N, 2° 16′ 31″ E / 42.00381°N,2.27533°E   | IPA-39009     | Carregueu una nova foto d'aquest monument |
| Masia Sant Jaume                                                               |              | Obra popular                              | Manlleu                                                                               | 42° 01′ 08″ N, 2° 16′ 48″ E / 42.01883°N,2.27995°E   | IPA-39010     | Carregueu una nova foto d'aquest monument |
| La Roca de Clavelles                                                           |              | Obra popular                              | Manlleu                                                                               | 41° 59′ 54″ N, 2° 15′ 03″ E / 41.99836°N,2.25079°E   | IPA-39011     | Carregueu una nova foto d'aquest monument |
| Masia Lurdes                                                                   |              | Obra popular                              | Manlleu                                                                               | 42° 01′ 47″ N, 2° 17′ 37″ E / 42.02962°N,2.29352°E   | IPA-39012     | Carregueu una nova foto d'aquest monument |
| Pou de glaç de Salou                                                           |              | Obra popular XIX-XX                       | Manlleu                                                                               |                                                      | IPA-40803     | Carregueu una nova foto d'aquest monument |
| Molí Torrent del Poqui                                                         |              | Obra popular                              | Manlleu Ctra. BV-5224 direcció Torrelló, al costat de la Granja Sala                  |                                                      | IPA-46328     | Carregueu una nova foto d'aquest monument |